# Franca Squarciapino
Franca Squarciapino (Roma, 1940) è una costumista italiana, vincitrice del Premio Oscar ai migliori costumi nel 1991.

## Biografia
Nata a Roma, la Squarciapino ha lavorato come costumista in varie produzioni nazionali e internazionali, sia a teatro che al cinema che in televisione.
Nel 1991 si aggiudicò l'Oscar per il film Cyrano de Bergerac. Oltre a questo premio, Squarciapino ottenne vari riconoscimenti nella sua carriera, fra cui il Premio Goya, il César, il BAFTA e tre Nastri d'argento.
Era sposata con lo scenografo Ezio Frigerio.

## Attività nel mondo
Nella sua vita, Franca ha firmato i costumi di oltre 200 spettacoli rappresentati nei maggiori teatri del mondo:
- Teatro Colón, Buenos Aires;
- Teatro Municipale, Rio de Janeiro;
- Opera Nazionale, Washington;
- Metropolitan Theatre, New York;
- Opera House, Chicago;
- Covent Garden, Londra;
- Theatre de l'Opera, Parigi;
- Schillertheater, Berlino;
- Wiener Staatsoper, Vienna;
- Opera house, Zurigo;
- Gran Teatre del Liceu, Barcellona;
- Teatro Real, Madrid;
- Kungliga Operan, Stoccolma;
- Teatro Nacional de São Carlos, Lisbona;
- Teatro Bol'šoj, Mosca;
- L'Opera di Pechino, Pechino;
- Kabuki-za Theatre, Tokyo;
- Teatr Narodowy, Varsavia.

## Costumista

### Cinema
- Cyrano de Bergerac, regia di Jean-Paul Rappeneau (1990)
- Louis, enfant roi, regia di Roger Planchon (1993)
- Il colonnello Chabert, regia di Yves Angelo (1994)
- L'ussaro sul tetto, regia di Jean-Paul Rappeneau (1995)
- L'immagine del desiderio, regia di Juan José Bigas Luna (1997)
- Volavérunt, regia di Juan José Bigas Luna (1999)

### Teatro di prosa
- Il mare, regia di Dieter Giesing (1973)
- La trilogia della villeggiatura, regia di Giorgio Strehler (1974-1978)
- Temporale, regia di Giorgio Strehler (1979-1980)
- Minna von Barnhelm, regia di Giorgio Strehler (1982)
- Bérénice, regia di Walter Pagliaro (1985)
- Salomé, regia di Núria Espert (1985)
- L'opera da tre soldi, regia di Giorgio Strehler (1985)
- La casa di Bernarda Alba, regia di Núria Espert (1986)
- Arlecchino servitore dei due padroni, regia di Giorgio Strehler (1987)
- Come tu mi vuoi, regia di Giorgio Strehler (1987-1988)
- Stella, regia di Walter Pagliaro (1987-1988)

### Opera lirica
- Le nozze di Figaro, regia di Giorgio Strehler (1978)
- Tosca, regia di Dirk Sanders (1979)
- Il Barbiere di Siviglia, regia di H. Hampe (1979)
- Andrea Chénier, regia di Umberto Giordano (1980)
- Don Carlo, regia di Gilbert de Floe (1981)
- Le nozze di Figaro, regia di Giorgio Strehler (1981)
- Lohengrin, regia di Giorgio Strehler (1981)
- Francesca da Rimini, regia di Piero Faggioni (1982)
- Ernani, regia di Luca Ronconi (1982)
- Le nozze di Figaro, regia di Giorgio Strehler (1982)
- Carmen, regia di Piero Faggioni (1982)
- Medea, regia di Bob Wilson (1984)
- Idomeneo, regia di Gilbert de Floe (1984)
- Macbeth, regia di Piero Faggiani (1985)
- Tristano e Isotta, regia di Gilbert de Floe (1985)
- Medea, regia di Liliana Cavani (1986)
- Don Giovanni, regia di Giorgio Strehler (1987)
- Madama Butterfly, regia di Núria Espert (1987)
- Anna Bolena, regia di S. Suarez (1991)
- Carmen, regia di Núria Espert (1991)
- La casa di Bernarda Alba, regia di Stuart Burge e Núria Espert (1991)
- El temps i els Conway, regia di Mario Gas (1993)
- La Bayadère, regia di Alexandre Tarta (1994)
- Don Carlo, regia di Lluìs Paqual (2023)

### Balletto
- Lo schiaccianoci, coreografia di Roland Petit (1976-1979)
- Le Fantôme de l'Opéra, coreografia di Roland Petit (1980)
- Il mandarino meraviglioso, coreografia di Roland Petit (1980)
- Can Can, coreografia di Roland Petit (1981)
- Il mandarino meraviglioso, coreografia di Roland Petit (1982)
- Le Chat Botté, coreografia di Roland Petit (1985)
- L'Ange Bleu, coreografia di Roland Petit (1985)
- Il Lago dei Cigni, coreografia di Rudol'f Nureev (1986)

## Attrice

### Televisione
- Grandezza naturale, regia di Carlo Lodovici (1963)
- Tovaritch, prosa di Jacques Deval, regia di Flaminio Bollini, trasmessa sul Secondo programma il 17 maggio 1967

## Riconoscimenti
Academy Awards
- 1991: Vinto - Migliori costumi per Cyrano de Bergerac, regia di Jean-Paul Rappeneau

BAFTA Awards
- 1992: Vinto - Migliori costumi per Cyrano de Bergerac, regia di Jean-Paul Rappeneau

Premio César
- 1991: Vinto - Migliori costumi per Cyrano de Bergerac, regia di Jean-Paul Rappeneau
- 1994: Candidatura - Migliori costumi per Louis, enfant roi, regia di Roger Planchon
- 1995: Candidatura - Migliori costumi per Il colonnello Chabert, regia di Yves Angelo
- 1996: Candidatura - Migliori costumi per L'ussaro sul tetto, regia di Jean-Paul Rappeneau

Premio Goya
- 1998: Vinto - Migliori costumi per L'immagine del desiderio, regia di Juan José Bigas Luna
- 2000: Candidatura - Migliori costumi per Volavérunt, regia di Juan José Bigas Luna

European Film Awards
- 1990: Vinto - Migliori costumi per Cyrano de Bergerac, regia di Jean-Paul Rappeneau

Nastro d'argento
- 1992: Vinto - Migliori costumi per Cyrano de Bergerac, regia di Jean-Paul Rappeneau
- 1996: Vinto - Migliori costumi per Il colonnello Chabert, regia di Yves Angelo
- 1997: Vinto - Migliori costumi per L'ussaro sul tetto, regia di Jean-Paul Rappeneau
- 2019: Nastro d'argento alla carriera

Premio Cinearti La chioma di Berenice
- 2003: Premio alla carriera

Premio Franco Abbiati
- 2004: Miglior costumista

Premio E.T.I. Gli Olimpici del Teatro
- 2008: Vinto - Miglior costumista per La famiglia dell'antiquario

International Opera Award
- 2019: Miglior costumista